# Tatra-Turmtriebwagen

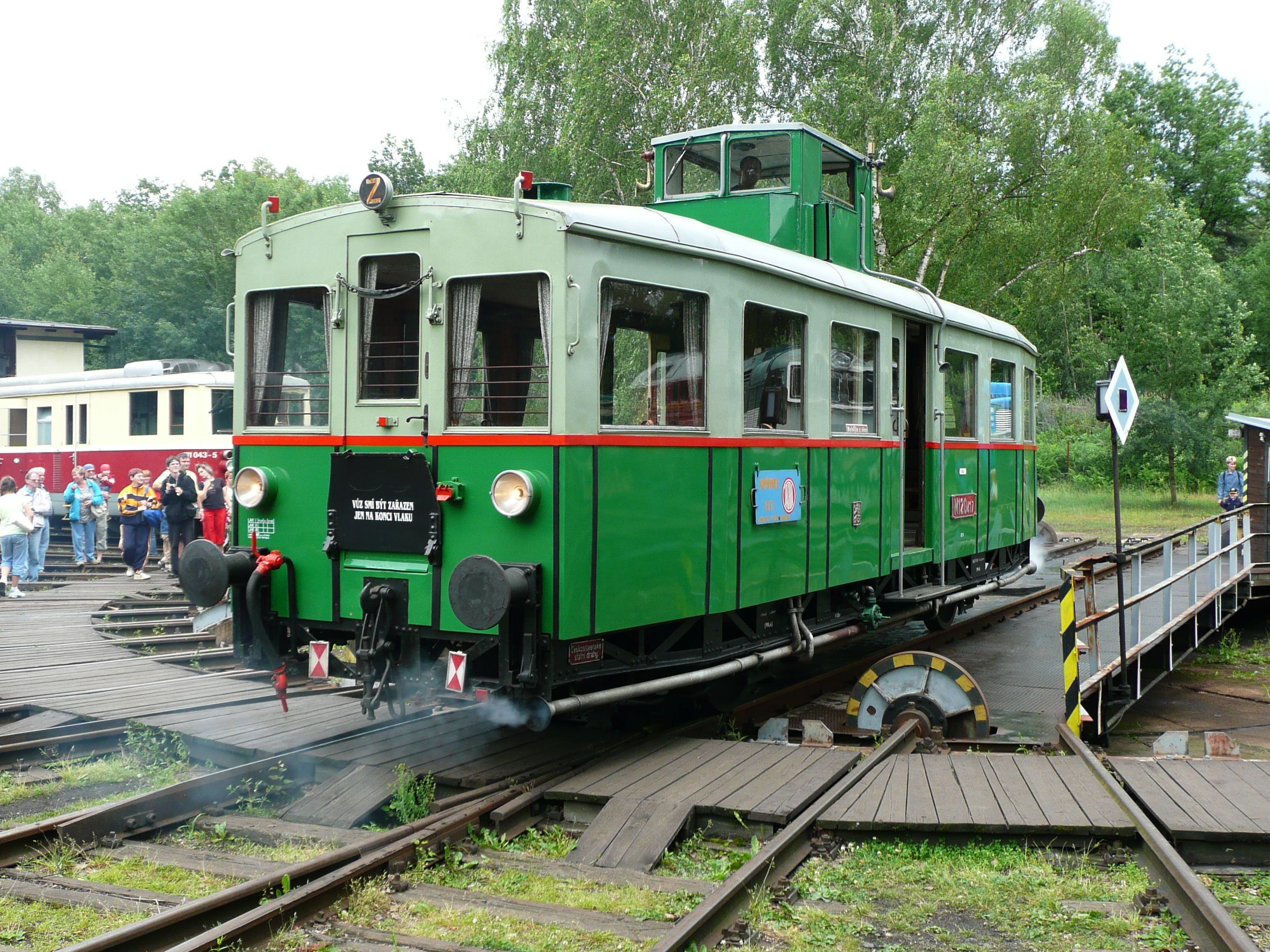
M 120.417 des Technischen Nationalmuseums im Eisenbahnmuseum Lužná u Rakovníka (2007)

Die Tatra-Turmtriebwagen (tschechisch věžák) waren zweiachsige Motortriebwagen des tschechoslowakischen Herstellers Tatra-Werke AG, Automobil- und Waggonbau für die Tschechoslowakischen Staatsbahnen (ČSD). Als charakteristisches Merkmal besaßen sie einen Mittelführerstand in einer Kanzel auf dem Fahrzeugdach.

## Geschichte
Die Idee zum Bau der Turmtriebwagen stammte von Hans Ledwinka, der bei Tatra eine ganze Arbeitsgruppe von Automobilkonstrukteuren bei der Entwicklung von Schienenbussen leitete. Zum ersten Mal wurde dieses Patent 1928 beim Bau der Gütertriebwagen der ČSD-Baureihe M 140.1 angewandt. Insgesamt entstanden zwischen 1928 und 1937 fünf weitere Bauarten für den Personenverkehr auf Nebenbahnen, darunter auch eine schmalspurige Version. Gemeinsames Merkmal der Fahrzeuge waren der mittig unter der Führerkanzel eingebaute Motor und ein mechanisches Schaltgetriebe aus dem Kraftfahrzeugbau. Die ersten Fahrzeuge wurden von Ottomotoren angetrieben, erst bei den zuletzt gebauten M 130.3 wurden Dieselmotoren verwendet.
Mit den in großen Stückzahlen gelieferten Fahrzeugen begann Anfang der 1930er Jahre in der Tschechoslowakei die langfristige Ablösung der Dampflokomotive durch modernere Traktionsarten. Die höhere Fahrgeschwindigkeit der Triebwagen ermöglichte auf den meisten Nebenbahnen eine Verdichtung des Fahrplanes und die Einrichtung neuer Haltepunkte. Nach dem Zweiten Weltkrieg wurden die Fahrzeuge recht rasch durch die neu gebauten Triebwagen der ČSD-Baureihe M 131.1 verdrängt. Der letzte Turmtriebwagen wurde um 1965 ausgemustert.
Museal erhalten blieben die Triebwagen M 120.417 des Technischen Nationalmuseums in Prag, der M 120.485 des Vereins společnost LOKO-MOTIV in Křimov, sowie der M 140.001 im Verkehrsmuseum Bratislava. Der Wagenkasten des M 120.324 sowie einige aus ihnen umgebaute Bahndienstfahrzeuge zählen ebenso zu den erhaltenen Sachzeugen dieser Fahrzeugepoche.
| Fahrzeugübersicht | Fahrzeugübersicht | Fahrzeugübersicht | Fahrzeugübersicht | Fahrzeugübersicht | Fahrzeugübersicht | Fahrzeugübersicht                   |
| ----------------- | ----------------- | ----------------- | ----------------- | ----------------- | ----------------- | ----------------------------------- |
| ČSD-Reihe         | Baujahre          | Spurweite         | Stückzahl         | ČSD-Nummern       | Ausmusterung      | Bemerkung                           |
| M 140.1           | 1928              | 1435 mm           | 3                 | M 140.101–103     | 1941              | Gütertriebwagen                     |
| M 120.3           | 1928–1930         | 1435 mm           | 27                | M 120.301–327     | 1949              | -                                   |
| M 11.0            | 1928–1932         | 760 mm            | 9                 | M 11.001–009      | 1954              | Schmalspurversion der Reihe M 120.3 |
| M 120.4           | 1930–1935         | 1435 mm           | 89                | M 120.401–489     | 1965              | -                                   |
| M 130.2           | 1933–1937         | 1435 mm           | 63                | M 130.201–263     | 1959              | -                                   |
| M 130.3           | 1933–1937         | 1435 mm           | 30                | M 130.301–330     | 1950              | mit Dieselmotor                     |